# Слани (настил)

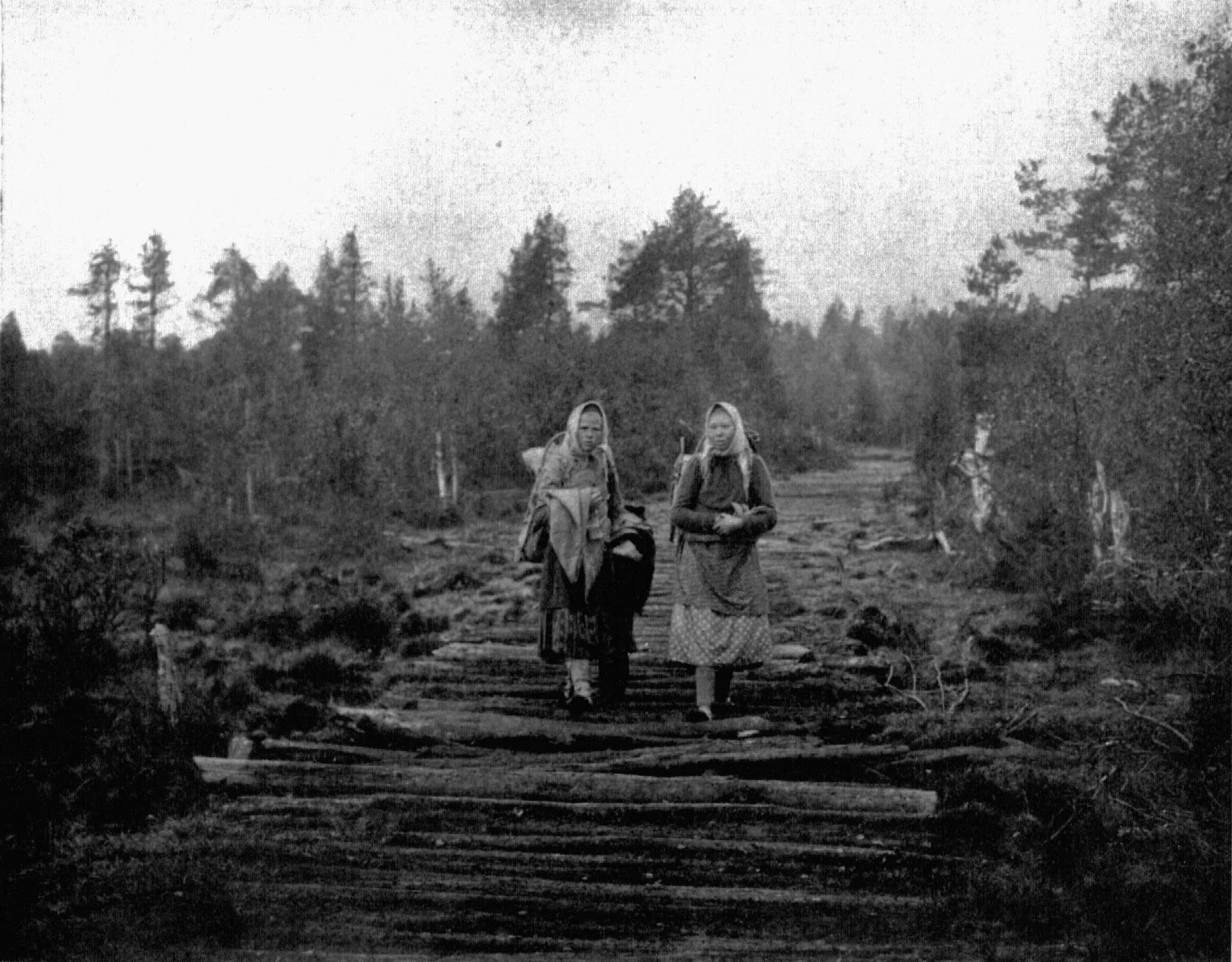
Слани из брёвен - распространённый способ прокладки дорог через болота на Русском Севере. Кемь. 1914 год.

Слани — настил, чаще всего деревянный, из брёвен, реже из металла и пластика, для придания устойчивости и равномерного распределения нагрузок.
1. При строительстве дорог, которые прокладываются на слабых грунтах в основании насыпи, для равномерного распределения нагрузок.
2. Для большей устойчивости экскаватора при рытье траншей на болотах и заболоченных местностях, который передвигается по сланям. В этом случае, слани представляют собой пакеты из одинаковых двух, трёх или десяти бревен, скрепленных между собой.